# Жак Панков
Жак Ісаак Панков (англ. Jacques Isaac Pankove — Джек Айзек Панков, при народженні — Яків-Ісаак Овсійович Панчешніков; 23 листопада 1922, Чернігів — 12 липня 2016, Прінстон) — американський інженер, фізик і винахідник, піонер створення ранніх транзисторів і світлодіодів.

## Біографія
Панков (Панчешніков) народився у Чернігові в ремісничій єврейській сім'ї. Через шість місяців після його народження батьки (Овсій Панчешніков, 1895—1981, і Мир'ям Сімкіна, 1899—1988) покинули СРСР, та після річного перебування у Константинополі оселилися у Марселі. Його батько, Овсій Панчешніков, будучи ковалем за професією, у Франції став підприємцем і винахідником, і зрештою власником двох сталеливарних підприємств. Після німецької окупації Франції та загрози депортації єврейського населення, сім'я була змушена тікати з країни, і в 1942 році прибула в Окленд (Каліфорнія), де жили два брата батька. Тут батько продовжив винахідницьку діяльність.
У США Панков навчався на інженера-електрика у Каліфорнійському університеті в Берклі: диплом бакалавра отримав в 1944 році, а магістра 1948 року. У проміжку між отриманням двох ступенів він служив у військах зв'язку на Філіппінах. У 1949 році він вступив на роботу до лабораторії компанії RCA, де перебував спочатку технічним працівником, а з 1970 по 1985 рік — членом ради RCA (RCA fellow). В середині 1950-х років, на стипендію засновника компанії Девида Сарнова, Панков вступив до докторантури Паризького університету, де в 1960 році захистив дисертацію, присвячену еманації інфрачервоного випромінювання з поверхні германію.
Панков був запрошеним лектором до Берклі в 1968—1969 році, запрошеним професором в Університеті Кампінас (Бразилія) в 1975 році, і в Університеті Міссурі в 1984 році. З 1985 по 1993 рік він обіймав професорську посаду (Hudson Moore Jr Endowed Chair) в Колорадському університеті в Боулдері і одночасно був співробітником Національної лабораторії з вивчення відновлюваної енергії. Пізніше, будучи вже почесним професором, Панков заснував компанію з використання сонячної енергії Astralux Power Systems.

## Родина
Дружина — психолог Етель Вассерман (нар. 1927), автор наукових праць в галузі педагогічної психології. Сини — Мартін (юрист) та Саймон (інженер).

## Наукова діяльність
Основні наукові праці Панкова присвячені фізиці напівпровідників. Ним був розроблений прототип першого комерційного транзистора, перший світлодіод на арсеніді галію в ІЧ-діапазоні та перший інжекційний лазер на фосфід арсеніду галію в видимому діапазоні. Він вніс значний вклад у ранній розвиток світлодіодної техніки, зокрема в 1971 році ним було отримано перший синій світлодіод на нітриді галію. У 1970-і роки Панков вивчив основні властивості цього сімейства напівпровідників, що згодом призвело до безлічі додатків і розробці ряду пристроїв.
З середини 1970-х років вчений активно досліджував властивості кристалічного і аморфного кремнію, зокрема вивчив вплив водню на характеристики цих матеріалів і встановив, що водень пригнічує провідність p-типу в кристалічному кремнії. Згодом було показано, що аналогічний ефект ускладнює провідність p-типу в нітриді галію; рішення цієї проблеми призвело до створення Сюдзі Накамурою першого ефективного блакитного світлодіода.
Автор понад 90 американських патентів, монографій «Study of an Electronic Morse Code Translator» (під ім'ям Jacques Isaac Pantchechnikoff, 1948) і «Optical Processes in Semiconductors» (1971, ряд перевидань).

## Нагороди
- Премія Еберса (JJ Ebers Award[en], 1975)
- Премія Ранка (1998)
- Нагорода видатному випускникові Університету Каліфорнії в Берклі (2000)

## Основні публікації
- Pankove J.I. Tunneling-Assisted Photon Emission in Gallium Arsenide pn Junctions // Physical Review Letters. — 1962. — Т. 9, № 7 (17 березня). — С. 283—285. — DOI:10.1103/PhysRevLett.9.283.
- Pankove J.I. Absorption Edge of Impure Gallium Arsenide // Physical Review. — 1965. — Т. 140, № 6A (17 березня). — С. A2059—A2065. — DOI:10.1103/PhysRev.140.A2059.
- Pankove J.I., Miller E.A., Richman D., Berkeyheiser J.E. Electroluminescence in GaN // Journal of Luminescence. — 1971. — Т. 4, № 1 (17 березня). — С. 63—66. — DOI:10.1016/0022-2313(71)90009-3.
- Pankove J.I., Miller E.A., Berkeyheiser J.E. GaN blue light-emitting diodes // Journal of Luminescence. — 1972. — Т. 5, № 1 (17 березня). — С. 84—86. — DOI:10.1016/0022-2313(72)90038-5.
- Pankove J.I. Luminescence in GaN // Journal of Luminescence. — 1973. — Т. 7 (17 березня). — С. 114—126. — DOI:10.1016/0022-2313(73)90062-8.
- Yim W.M., Stofko E.J., Zanzucchi P.J., Pankove J.I., Ettenberg M., Gilbert S.L. Epitaxially grown AlN and its optical band gap // Journal of Applied Physics. — 1973. — Т. 44, № 1 (17 березня). — С. 292—296. — DOI:10.1063/1.1661876.
- Pankove J.I., Schade H. Photoemission from GaN // Applied Physics Letters. — 1974. — Т. 25, № 1 (17 березня). — С. 53—55. — DOI:10.1063/1.1655276.
- Pankove J.I., Hutchby J.A. Photoluminescence of ion‐implanted GaN // Journal of Applied Physics. — 1976. — Т. 47, № 12 (17 березня). — С. 5387—5390. — DOI:10.1063/1.322566.
- Pankove J.I., Lampert M.A., Tarng M.L. Hydrogenation and dehydrogenation of amorphous and crystalline silicon // Applied Physics Letters. — 1978. — Т. 32, № 7 (17 березня). — С. 439—441. — DOI:10.1063/1.90078.
- Pankove J.I., Carlson D.E., Berkeyheiser J.E., Wance R.O. Neutralization of Shallow Acceptor Levels in Silicon by Atomic Hydrogen // Physical Review Letters. — 1983. — Т. 51, № 24 (17 березня). — С. 2224—2225. — DOI:10.1103/PhysRevLett.51.2224.
- Pankove J.I., Wance R.O., Berkeyheiser J.E. Neutralization of acceptors in silicon by atomic hydrogen // Applied Physics Letters. — 1984. — Т. 45, № 10 (17 березня). — С. 1100—1102. — DOI:10.1063/1.95030.
- Pankove J.I., Zanzucchi P.J., Magee C.W., Lucovsky G. Hydrogen localization near boron in silicon // Applied Physics Letters. — 1985. — Т. 46, № 4 (17 березня). — С. 421—423. — DOI:10.1063/1.95599.
- Qiu C.H., Pankove J.I. Deep levels and persistent photoconductivity in GaN thin films // Applied Physics Letters. — 1997. — Т. 70, № 15 (17 березня). — С. 1983—1985. — DOI:10.1063/1.118799.